# Xestia lithoplana
Xestia lithoplana là một loài bướm đêm trong họ Noctuidae.